# Coupe de France de roller in line hockey
La coupe de France de roller in line hockey est une compétition opposant les clubs de roller in line hockey de différents niveaux, en élimination directe. Elle est organisée depuis la saison 2000-2001.

## Palmarès
| Année | Vainqueur                                   | Finaliste                                   |                                             |
| ----- | ------------------------------------------- | ------------------------------------------- | ------------------------------------------- |
| 2001  | Hawks d'Angers (1)                          | Ris Orangis/Viry                            |                                             |
| 2002  | Diables Rethelois (1)                       | Hawks d'Angers                              |                                             |
| 2003  | Diables Rethelois (2)                       | Corsaires de Paris XIII                     |                                             |
| 2004  | Diables Rethelois (3)                       | Spiders de Rouen                            |                                             |
| 2005  | Diables Rethelois (4)                       | Spiders de Rouen                            |                                             |
| 2006  | Artzak d'Anglet (1)                         | La Roche-sur-Yon                            |                                             |
| 2007  | Artzak d'Anglet (2)                         | Ecureuils d'Amiens                          |                                             |
| 2008  | Diables Rethelois (5)                       | Hawks d'Angers                              |                                             |
| 2009  | Artzak d'Anglet (3)                         | Fous du Bitume de Villeneuve-la-Garenne     |                                             |
| 2010  | Diables Rethelois (6)                       | Hawks d'Angers                              |                                             |
| 2011  | Diables Rethelois (7)                       | Artzak d'Anglet                             |                                             |
| 2012  | Fous du Bitume de Villeneuve-la-Garenne (1) | Artzak d'Anglet                             |                                             |
| 2013  | Artzak d'Anglet (4)                         | Fous du Bitume de Villeneuve-la-Garenne     |                                             |
| 2014  | Hawks d'Angers (2)                          | Artzak d'Anglet                             |                                             |
| 2015  | Diables Rethelois (8)                       | Yeti's de Grenoble                          |                                             |
| 2016  | Diables Rethelois (9)                       | Yeti's de Grenoble                          |                                             |
| 2017  | Yeti's de Grenoble (1)                      | Hawks d'Angers                              |                                             |
| 2018  | Yeti's de Grenoble (2)                      | Hawks d'Angers                              |                                             |
| 2019  | Fous du Bitume de Villeneuve-la-Garenne (2) | Diables Rethelois                           |                                             |
| 2020  | Annulées à cause de la pandémie de Covid-19 | Annulées à cause de la pandémie de Covid-19 | Annulées à cause de la pandémie de Covid-19 |
| 2021  | Annulées à cause de la pandémie de Covid-19 | Annulées à cause de la pandémie de Covid-19 | Annulées à cause de la pandémie de Covid-19 |
| 2022  | Diables Rethelois (10)                      | Conquérants de Caen                         |                                             |
| 2023  | Diables Rethelois (11)                      | Fous du Bitume de Villeneuve-la-Garenne     |                                             |
| 2024  | Diables Rethelois (12)                      | Prédateurs de Vierzon                       |                                             |
| 2025  | Fous du Bitume de Villeneuve-la-Garenne (3) | Diables Rethelois                           |                                             |